# Xystrocera abrupta
Xystrocera abrupta là một loài bọ cánh cứng trong họ Cerambycidae.